# Ярослав Валенса
Ярослав Лешек Валенса (13 вересня 1976 , Гданськ ) — польський політик, член Сейму Республіки Польща 5, 6 і 9 скликань, член Європейського парламенту 7 і 8 скликань. Син Леха Валенси, президента Польщі у 1990-1995 роках.

## Життєпис

### Сім'я та освіта
Є четвертим із вісьмох дітей Данути та Леха Валенси. Його батько був головою профспілки «Солідарність» і президентом Республіки Польща у 1990–1995 роках.
У 1997–2000 роках вивчав політологію в Католицькому коледжі Святого Хреста у Вустері, США, після отримання ступеня бакалавра два роки пропрацював у штатах. 2002 року повернувся до Польщі. У 2003–2005 роках працював в Офісі президента Леха Валенси архіварем, фактично був найближчим політичним радником свого батька. У 2014 році закінчив Гданський університет зі ступенем магістра.

### Політична діяльність
Дебютував у політиці як кандидат до Європарламенту на виборах 2004 року від імені Національної виборчої комісії виборців (набрав 6791 голос і не був обраний). 2005 року підтримав створення Демократичної партії.
На парламентських виборах 2005 року балотувався у Гданському окрузі за списком Громадянської платформи. Він отримав депутатський мандат, посівши 14 місце зі 709 голосами. У часи 5 скликання Сейму Валенса засідав у Комітеті у справах Європейського Союзу та Комітеті із закордонних справ. Невдовзі після виборів приєднався до Громадянської платформи. На парламентських виборах 2007 року вдруге став депутатом, отримавши 61 278 голосів. Він обійняв посаду віцеголови Парламентської групи з питань Тибету. У листопаді 2008 року безуспішно балотувався на посаду голови Поморської обласної легкоатлетичного об'єднання. 11 січня 2009 року обраний членом президії Польської легкоатлетичної асоціації (у 2010 році подав у відставку з посади віцепрезидента та члена президії).
На виборах до Європейського парламенту 2009 року він став депутатом від Гданського округу, отримавши 73 968 голосів. У 2014 році вдруге був обраний депутатом Європарламенту. У червні 2015 року став директором аналітичного центру «Громадянський інститут – Громадянська платформа», змінивши на цій посаді Бартломея Сенкевича; обіймав цю посаду до 2020 року.
На місцевих виборах 2018 року став об'єднаним кандидатом у президенти Гданська від «Громадянської та сучасної платформи». Під час жовтневого голосування він посів третє місце з 27,8% голосів, програвши в першому турі виборів чинному президенту Павлові Адамовичу та кандидату від «Права і справедливости».
На виборах до Європарламенту 2019 року він без успіху подав заявку на переобрання від імені Європейської коаліції, одержав підтримку 80 906 виборців. На парламентських виборах того ж року Валенса став депутатом 9 скликання від Гданського округу. Був другим номерм у списку Громадянської коаліції та отримав 61 805 голосів.

## Особисте життя
Одружений з Евеліною Яхимек. Має сина Віктора та дочку Лею.
2 вересня 2011 року отримав важкі травми внаслідок ДТП у Стропкові поблизу Серпця. Під час інциденту мотоцикл, яким керував депутат Європарламенту, зіткнувся з іншим транспортним засобом, водій котрого виїжджав на дорогу з узбіччя. У скоєнні ДТП звинуватили водія легковика (його визнали винним і засудили вироком районного суду Серпця 2012 року), а Ярослава Валенсу притягнули до відповідальности за порушення дорожнього руху (за перевищення швидкости близько 25 км/год). За клопотанням Генерального прокурора у вересні 2012 року Європейський парламент зняв з нього імунітет у цій справі, а згодом провадження було припинено через позовну давність судимости.